# Shane Meadows

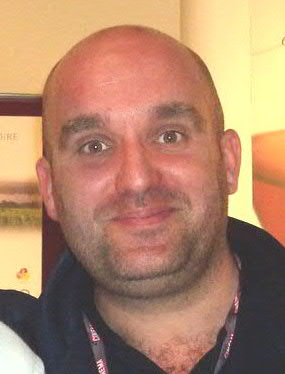
Shane Meadows (2009)

Shane Meadows (* 26. Dezember 1972 in Uttoxeter, Staffordshire, England) ist ein britischer Regisseur und Drehbuchautor.

## Leben und Werk
Shane Meadows wuchs in Nottingham auf. Als Teenager wurde er wegen Diebstahls von der Schule verwiesen. Nach diversen Jobs und einer nicht abgeschlossenen Schauspiel- und Fotografie-Ausbildung besuchte er eine Kunstschule und sammelte dort die ersten Erfahrungen hinter der Kamera. Auf den Geschmack gekommen, lieh er sich einen Camcorder und drehte mit Bekannten und Freunden über 30 Kurzfilme. 
Im Jahre 1995 erschien seine TV-Dokumentation The Gypsy's Tale. Ein Jahr später drehte er den 60 Minuten langen Film Small Time, für den er nicht nur das Drehbuch schrieb, sondern ihn selbst produzierte, Regie führte, schnitt und auch in einer Nebenrolle auftrat. Für Small Time erhielt Meadows den „Michael Powell Award“ beim Edinburgh International Film Festival.
Die meisten von Shane Meadows Werken sind autobiographischer Natur. Der Film Twenty Four Seven (1997) zum Beispiel wurde durch seine eigenen Erfahrungen inspiriert. In dem Film geht es um einen Mann, der den desillusionierten Jugendlichen in Nottingham neue Perspektiven aufzeigen will und einen Boxclub gründet.
Sein nächster Film A Room for Romeo Brass (1999) ist eine düstere und verdrehte Geschichte, die in den englischen Midlands spielt. Dieser Streifen ist semi-autobiographisch. Die Freundschaft der beiden Hauptdarsteller spiegelt die Beziehung zwischen Shane Meadows und seinem besten Freund Paul Fraser wider, Co-Autor des Filmes.
Once Upon a Time in the Midlands (2002) ist Meadows’ komödiantische Hommage an das Spaghetti-Western-Genre. Ein Mann kehrt in die Midlands zurück, um das Herz seiner Ex-Freundin zurückzugewinnen. „Once Upon a Time in the Midlands“ hatte das bisher größte Budget, was Meadows begrüßte, da er dadurch mit bekannteren Schauspielern arbeiten konnte. Unter anderem konnte er so Robert Carlyle (bekannt aus Trainspotting) und James Cosmo (u. a. Braveheart) verpflichten.
Dead Man's Shoes (2004) mit Paddy Considine in der Hauptrolle basiert auf den unangenehmeren Seiten seiner Jugend. Der Film ist angelehnt an das Leben eines guten Freundes, der ein Drogenproblem hatte und später durch Suizid starb. Shane Meadows dazu: „Ich konnte es kaum glauben. Als ich zehn Jahre nach diesem Vorfall wieder zurückging, hatte man ihn in seiner Heimatstadt total vergessen. Es war, als hätte er nie existiert. Ich war voller Zorn gegen diese Menschen, die ihn tyrannisiert hatten und so in die Drogenszene drängten. Und ich war verzweifelt darüber, was die Drogen in dieser kleinen Stadt angerichtet hatten.“
This is England (2006) bringt den Zuschauer zurück ins England der Thatcher-Ära und hinein in die tristen Vorstadt-Betonslums britischer Industrieweiler. Der Film basiert auf Erinnerungen von Shane Meadows, der selbst in den frühen 80er Jahren in der Skinheadszene aktiv war. Erzählt wird die Geschichte des 12-jährigen Shaun (Thomas Turgoose), der durch die Freundschaft mit einer Gruppe Skinheads endlich die Anerkennung findet, die er nach dem Tod seines Vaters, der im Falklandkrieg gefallen ist, schmerzlich vermisst hat. 
Kritiker bezeichnen This is England als Meadows bisher beste Arbeit. Der Film gewann den „British Independent Film Award“, den „Best Director Award“ beim Newport International Film Festival und wurde bei den BAFTA Awards mit dem Preis für den besten britischen Film des Jahres ausgezeichnet.
Somers Town (2008), ein in schwarz-weiß gedrehtes Drama, spielt im Herzen Londons. Darin geht es um die aufkeimende Freundschaft zweier heranwachsender Jugendlicher aus unterschiedlichen Kulturen. „Somers Town“ ist bereits die zweite Zusammenarbeit von Meadows mit Thomas Turgoose, der auch in diesem Film die Hauptrolle spielt. „Somers Town“ wurde erstmals auf der Berlinale 2008 vorgestellt.

## Filmografie
- 1996: Small Time
- 1996: Where's the Money, Ronnie?
- 1997: Twenty Four Seven
- 1999: A Room for Romeo Brass
- 2002: Once Upon a Time in the Midlands
- 2004: Blutrache – Dead Man’s Shoes (Dead Man's Shoes)
- 2004: Northern Soul
- 2006: This Is England
- 2008: Somers Town
- 2009: Le Donk & Scor-zay-zee (Musik-Dokumentation)
- 2010: This Is England ’86 (4-tlg. Miniserie)
- 2011: This Is England '88 (3-tlg. Miniserie)
- 2013: The Stone Roses: Made of Stone (Musik-Dokumentation)
- 2015: This Is England '90 (4-tlg. Miniserie)
- 2019: The Virtues (4-tlg. Miniserie)

## Auszeichnungen
Für „Twenty Four Seven“
- 1997

Thessaloniki Film Festival „Best Screenplay“
Venice Film Festival „FIPRESCI-Preis“
- 1998

Angers European First Film Festival: „C.I.C.A.E. Award“, „European Special Jury Award“, „Telcipro Award“
British Independent Film Awards: „Douglas Hickox Award“
Brussels International Film Festival: „Crystal Star - Best European Feature“
Valladolid International Film Festival: „Best New Director“
- 1999

Castellinaria International Festival of Young Cinema: „Bronze Castle“
Für „Dead Man's Shoes“
- 2004

Dinard British Film Festival: „Golden Hitchcock“
- 2005

Directors Guild of Great Britain: „DGGB Award - Outstanding Directorial Achievement in British Film“
Für „This is England“
- 2007

Gijón International Film Festival: „Young Audience Award (‚Enfants Terribles‘)“
Newport International Film Festival: „Best Director Award“
- 2008

BAFTA Awards: „Best British Film“
Mons International Festival of Love Films: „Best European Film“
Für „Somers Town“
- 2008

Edinburgh International Film Festival Awards: „Michael Powell Award for Best New British Feature Film“
Im Jahr 2008 wurde Shane Meadows vom britischen Filmmagazin „Empire“ mit dem Award für „Outstanding Contribution to British Film“ ausgezeichnet.